# Kupferzell
Kupferzell – miejscowość i gmina w Niemczech, w kraju związkowym Badenia-Wirtembergia, w rejencji Stuttgart, w regionie Heilbronn-Franken, w powiecie Hohenlohe, wchodzi w skład związku gmin Hohenloher Ebene. Leży nad rzeką Kupfer, ok. 6 km na południe od Künzelsau, przy autostradzie A6 i drodze krajowej B19.

## Galeria

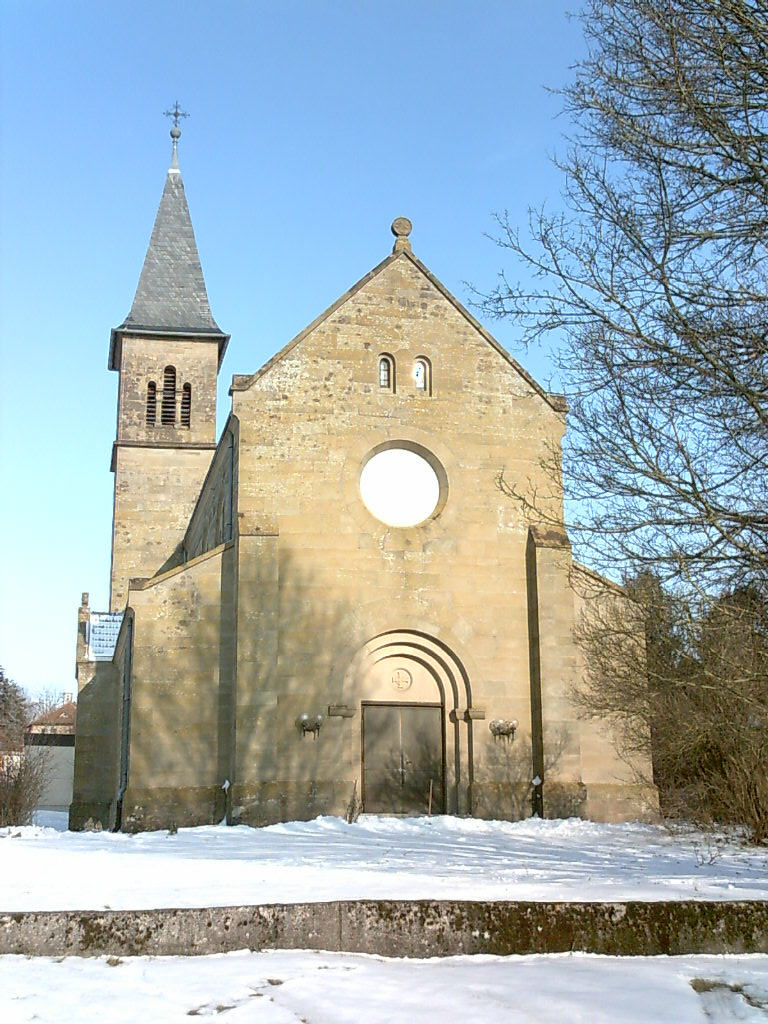
Kościół pw. św. Michała (St. Michael)
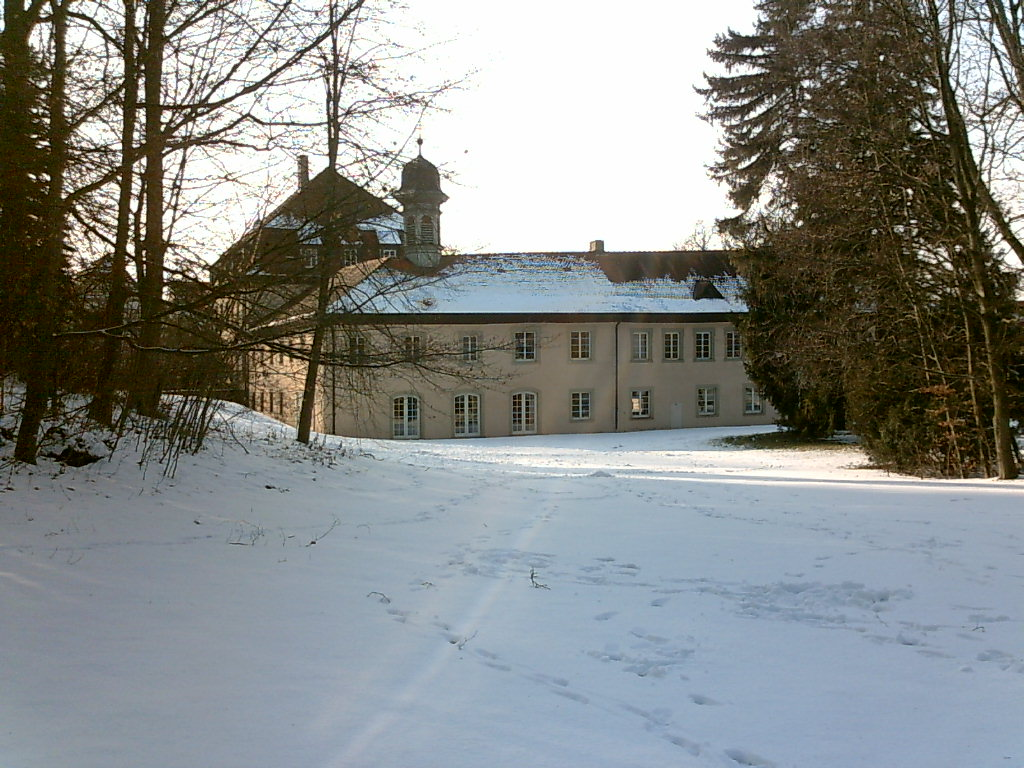
Zamek widziany z parku